# Ilias Kelesidis
Ilias Kelesidis (* 20. Juni 1953 in Brno, Tschechoslowakei; † 30. März 2007 in Athen) war ein griechischer Radrennfahrer.

## Sportliche Laufbahn
Kelesidis war Teilnehmer der Olympischen Sommerspiele 1984 in Los Angeles. Im olympischen Straßenrennen schied er aus.
Kelesidis, der in der Tschechoslowakei geboren wurde, bestritt dort als Amateur Radrennen. Er hatte durch seine Eltern auch die griechische Staatsbürgerschaft und konnte für die griechische Nationalmannschaft im Straßenradsport starten. 1979 siegte er im Straßenrennen der Balkan-Meisterschaften und gewann eine Etappe im Giro del Bergamasco. 1983 gewann er die Balkan-Meisterschaft im Einzelrennen erneut und holte einen Etappensieg in der türkischen Mittelmeer-Rundfahrt. 1984 gewann er die Balkan-Meisterschaft zum dritten Mal.
In den Jahren 1978 bis 1988 war er Mitglied der griechischen Nationalmannschaft. 1984 gewann er eine Etappe der Griechenland-Rundfahrt, 1981 war er beim Sieg von Kanellos Kanellopoulos Dritter in dem Etappenrennen geworden. 1984 wurde er Vizemeister bei den Balkan-Meisterschaften im Mannschaftszeitfahren.

## Berufliches
Nach dem Karriereende als Radrennfahrer wurde er Trainer und war einige Jahre als Nationaltrainer tätig.